# Fantastic Duo 2
《Fantastic Duo 2》（韓語：판타스틱 듀오 2）是韓國SBS電視台的綜藝節目，於2017年3月26日起逢韓國時間星期日下午6時20分開始播放。
2017年10月26日，Fantastic Duo 2製作團隊宣佈將在11月7日進行該季最後一次錄影，同年12月17日播出最後一集。

## 節目形式
每集共有2~3位歌手進行競演，而每位歌手都必須在眾多申請者中選出一位拍擋，以便於決賽舞台中進行二重唱競演。一般觀眾挑選希望能夠合唱的歌手後，需要上載其對唱視頻至手機應用程式「everySing」，才可成為正式的申請者。而節目組會從首輪眾人當中選出5~8名申請者以進入次回合；成功晉身次回合的申請者，其申請時之部份視頻會在正規節目中播放；而在次回合之數人當中，只有五~六名申請者能夠進入第三回合，並得到出演節目的邀請。及後此數名參賽者會在歌手面前，進行初印象、1：7或1：5及1：3對決舞台以爭奪與歌手合唱之機會。
與首季不同，在本季各集對決中取得優勝的組合並不會獲得任何獎金或獎品，取而代之的為最終演唱會（王中王戰）的參賽資格，而在該戰中優勝的組合可獲得一輛轎車。另所有獲勝隊伍在決賽舞台中的合唱歌曲，均會仿傚上一季的做法，以單曲的形式發行。而此曲之著作權能夠維持至往後的70年（由成功登記後一刻起計算）以及會被韓國法律所保護。為保障獲勝的參賽者們能夠得到稅收，SBS會為他們登記為韓國音樂表演者聯合會的一員，及後他們會自動享有作為韓國歌手的專利。

### 1：7混合舞台
此舞台只適用於本季第1~4集。舞台上會有兩隊歌手所屬申請者各三名，再加上以往曾經成為參賽者的觀眾一名，合共七位參賽者一同爭奪兩位歌手的「Duo」。規則與上季的1：3對決舞台相近，但不同的是，兩隊的參賽者均需要現場演唱對賽歌手的預選曲（儘管其並非該名歌手的FD申請者）。而在舞台結束後，兩位歌手需要在此七名侯補當中選出各三位參賽者進入各自的1：3對決舞台；若兩位歌手的選擇出現重疊的情況，則會進行「反向舞台」，兩位歌手需要按該位參賽者的要求來進行即興舞台，並由其自行選擇希望加入的隊伍。

#### 反向舞台
- 被選擇的歌手

| 集數 | 參賽者                  | 歌手   | 項目       | 曲目                                 |
| 1–2  | '"朴寶劍好朋友"－趙煥智 | 李文世 | 亂舞對決   | ／                                   |
| 1–2  | '"朴寶劍好朋友"－趙煥智 | 李素羅 | 亂舞對決   | ／                                   |
| 3–4  | "盆唐小全炫茂"－李俊浩  | 朴正炫 | 二重唱對決 | 嘮叨（잔소리） （原唱：IU & 林瑟雍） |
| 3–4  | "盆唐小全炫茂"－李俊浩  | 金範洙 | 二重唱對決 | 嘮叨（잔소리） （原唱：IU & 林瑟雍） |

### 1：3對決舞台
在此舞台上，參賽者需要演唱一首由該名歌手原唱之歌曲。始時歌手會先演唱一小段，而餘下的部份則由三名參賽者一同演唱，但當各自的舞台（左、中、右）亮燈後，該名參賽者才可進行演唱，因此每人需要演唱的部份均不同。此舞台結束後，歌手會以三名參賽者在第一印象及此舞台的表現、FD評審團或競爭歌手的提議等各項因素選出他們認為最適合與其合唱之拍擋以進行最終競演。
本季1：3與1：5及1：7對決舞台之間最大的分別並非人數較少，而且是參賽者在得到節目組的通知後，才會知道在此舞台上需要演唱的歌曲，因此練習的時間會比預選曲時少許多，更為考驗參賽者的唱功實力。

### 決賽舞台
當每位歌手均選出各自的Fantastic Duo後，便會開始二人組合之間的最終競演。每隊的舞台完結後會由現場觀眾進行評分，在200名觀眾中取得最高票數（分數）的組合便能成為當晚的優勝者。

### 最終演唱會
本季的最終環節及決賽，所有優勝組合會進行競賽並透過200名現場觀眾投票，從中選出本季最終優勝組合及最佳參賽者。最終優勝組合可獲得轎車一輛，而最佳參賽者則可獲得名貴腕錶一對。在正規放送當中，九對出席之優勝組合被拆分為三大主題進行競賽，分別為「媽媽的夢」、「青春時代」及「我們喜愛的歌手」，當九組FD均完成其舞台後便一同宣佈最終結果（但分數未有在正規放送中公開）。

## 固定嘉賓
| 姓名   | 出演集數                | 性質       |
| 全炫茂 | 全集                    | 主持人     |
| 李素羅 | 第1–6集                 | 副主持人   |
| 金範洙 | 全集                    | 評審團團長 |
| 金俊鉉 | 全集                    | 評審團團長 |
| 張允瀞 | 全集                    | 評審團團員 |
| DinDin | 全集                    | 評審團團員 |
| Bada   | 第1–4、7–33集           | 評審團團員 |
| 梁耀燮 | 第1–14、17–22、25–36集  | 評審團團員 |
| 金伊娜 | 第9–33集                | 評審團團員 |
| 尹日尚 | 第15–16、19–22、27–36集 | 評審團團員 |

## 嘉賓列表
| 姓名     | 出演集數     |
| 李文世   | 1-2、34-36   |
| 李素羅   | 1-6          |
| 朴正炫   | 3-4          |
| 金範洙   | 1-36         |
| 金元俊   | 5-6          |
| 李在勳   | 5-6          |
| 仁順伊   | 7-8、34-36   |
| Ailee    | 7-8、33      |
| PSY      | 9-10、34-36  |
| IU       | 9-10         |
| 復活     | 11-12        |
| 金煙雨   | 11-12        |
| 雪雲道   | 13-14        |
| 大聲     | 13-14        |
| 洪真英   | 13-14        |
| 李恩美   | 15-16、34-36 |
| Yangpa   | 15-16        |
| 朴美靜   | 17-18、34-36 |
| 酷龍     | 17-18        |
| 楊姬銀   | 19-20        |
| Gummy    | 19-20        |
| Turbo    | 21-22        |
| 張允瀞   | 1-36         |
| 白智榮   | 23-24、33-36 |
| 太陽     | 23-24        |
| KANGTA   | 25-26        |
| 金朝翰   | 25-26        |
| 朴玄彬   | 27-28        |
| 輝晟     | 27-28        |
| Roo'Ra   | 29-30        |
| 蘇燦輝   | 29-30、34-36 |
| Jinusean | 31-32、34-36 |
| 孝琳     | 31-32        |

## 各集資訊及賽果
- 優勝者

| 集數 (播出日期) 參考資料                           | 主要嘉賓 | FD評審團                                                                                        | 參賽者（混合） | 嘉賓的選擇                                                                       | 嘉賓的選擇                                                         | 決賽舞台 | 分數 |
| 集數 (播出日期) 參考資料                           | 主要嘉賓 | FD評審團                                                                                        | 參賽者（混合） | 首回合                                                                           | 最終回合                                                           | 決賽舞台 | 分數 |
| -------------------------------------------------- | -------- | ----------------------------------------------------------------------------------------------- | --- | -------------------------------------------------------------------------------- | ------------------------------------------------------------------ | --- | --- |
| 1–2 (2017年3月26日) (2017年4月2日)                 | 李文世   | 金俊鉉、Bada、梁耀燮                                                                            | "水原美大偶巴"－張友在 "加平雪樂高初戀歷史老師"－李忠模、禹雅韓 "天安浪漫吉他"－黃周明 "釜山發光辣炒菜"－車炯宗 "朴寶劍好朋友"－趙煥智 "大田雞籠山大力水手"－李民觀 安東市內明星－孫正秀 | 車炯宗 黃周明 張友在                                                             | 黃周明                                                             | 舊愛 （옛 사랑） | 182 |
| 1–2 (2017年3月26日) (2017年4月2日)                 | 李素羅   | 金範洙、張允瀞、DinDin                                                                          | "水原美大偶巴"－張友在 "加平雪樂高初戀歷史老師"－李忠模、禹雅韓 "天安浪漫吉他"－黃周明 "釜山發光辣炒菜"－車炯宗 "朴寶劍好朋友"－趙煥智 "大田雞籠山大力水手"－李民觀 安東市內明星－孫正秀 | 李民觀 孫正秀 趙煥智                                                             | 趙煥智                                                             | 你內心的憂鬱 （그대 안의 블루） | 136 |
| 1–2 (2017年3月26日) (2017年4月2日)                 | 特別舞台 | 特別舞台                                                                                        | 李文世 & HIGHLIGHT | 李文世 & HIGHLIGHT                                                               | 李文世 & HIGHLIGHT                                                 | 春風（봄바람） | 春風（봄바람） |
| 3–4 (2017年4月9日) (2017年4月16日)                 | 朴正炫   | 金俊鉉、Bada、 梁耀燮                                                                           | "江陵生啤酒女"－權雅英 "祝福媽媽"－宣書熙 "盆唐小全炫茂"－李俊浩 "梨大維生素"－柳真京 "高陽尼里里啊"－金娜妍 "韮菜先生"－權英秀 "大田雞籠山大力水手"－李民觀                             | 權英秀 李民觀 李俊浩                                                             | 李民觀                                                             | 夢中 （꿈에） | 145 |
| 3–4 (2017年4月9日) (2017年4月16日)                 | 金範洙   | 徐章勳、張允瀞、DinDin                                                                          | "江陵生啤酒女"－權雅英 "祝福媽媽"－宣書熙 "盆唐小全炫茂"－李俊浩 "梨大維生素"－柳真京 "高陽尼里里啊"－金娜妍 "韮菜先生"－權英秀 "大田雞籠山大力水手"－李民觀                             | 金娜妍 權雅英 柳真京                                                             | 權雅英                                                             | 一天 （하루） | 156 |
| 3–4 (2017年4月9日) (2017年4月16日)                 | 特別舞台 | 特別舞台                                                                                        | 朴正炫 & 金範洙 | 朴正炫 & 金範洙                                                                  | 朴正炫 & 金範洙                                                    | 嘮叨（잔소리） （原唱：IU & 林瑟雍） | 嘮叨（잔소리） （原唱：IU & 林瑟雍） |
| 3–4 (2017年4月9日) (2017年4月16日)                 | 特別舞台 | 特別舞台                                                                                        | 朴正炫 & 宋素喜 | 朴正炫 & 宋素喜                                                                  | 朴正炫 & 宋素喜                                                    | 若我離開（나 가거든）（原唱：曹秀美） | 若我離開（나 가거든）（原唱：曹秀美） |
| 5–6 (2017年4月30日) (2017年5月7日)                 | 金元俊   | 金俊鉉、梁耀燮、申智（高耀太）                                                                  | "南楊州料理王"－安丙在 "高陽1000th巴士"－金俊友 "大邱豬蹄小者"－李高雲 "議政府機油"－具秀京 "峽川牛腿骨砂鍋"－朴民善 "濟州肌肉男"－宋仲勳 "往十里吳班長"－吳敏英                         | 李高雲 金俊友 具秀京                                                             | 具秀京                                                             | Show | 168 |
| 5–6 (2017年4月30日) (2017年5月7日)                 | 李在勳   | 金範洙、張允瀞、DinDin、金智珉                                                                  | "南楊州料理王"－安丙在 "高陽1000th巴士"－金俊友 "大邱豬蹄小者"－李高雲 "議政府機油"－具秀京 "峽川牛腿骨砂鍋"－朴民善 "濟州肌肉男"－宋仲勳 "往十里吳班長"－吳敏英                         | 吳敏英 朴民善 安丙在                                                             | 朴民善                                                             | 悲傷來到之前（原唱：Cool） （슬퍼지려 하기 전에）                                                                                             | 175 |
| 5–6 (2017年4月30日) (2017年5月7日)                 | 特別舞台 | 特別舞台                                                                                        | 李在勳 & 珉雅（Girl's Day） | 李在勳 & 珉雅（Girl's Day）                                                      | 李在勳 & 珉雅（Girl's Day）                                        | Aloha（아로하） | Aloha（아로하） |
| 5–6 (2017年4月30日) (2017年5月7日)                 | 特別舞台 | 特別舞台                                                                                        | 金元俊 & DinDin | 金元俊 & DinDin                                                                  | 金元俊 & DinDin                                                    | 沒有你的時候 （너 없는 동안） | 沒有你的時候 （너 없는 동안） |
| 集數 (播出日期) 參考資料                           | 主要嘉賓 | FD評審團                                                                                        | 嘉賓的選擇 | 嘉賓的選擇                                                                       | 嘉賓的選擇                                                         | 決賽舞台 | 分數 |
| 集數 (播出日期) 參考資料                           | 主要嘉賓 | FD評審團                                                                                        | 最終五甲 | 最終三甲                                                                         | 最後的選擇                                                         | 決賽舞台 | 分數 |
| 7–8 (2017年5月14日) (2017年5月21日)                | 仁順伊   | 金範洙、張允瀞、DinDin                                                                          | "仁川Mrs. Cop"－柳惠利 "奉天洞更年期"－金允貞 "龜尾卡啦OK房CEO"－陳相孝 "龍仁美腿模特"－徐智慧 "安山在職媽媽"－梁藝瑟                                                                    | 柳惠利 陳相孝 金允貞                                                             | 金允貞                                                             | 天鵝之夢 （거위의 꿈） | 175 |
| 7–8 (2017年5月14日) (2017年5月21日)                | Ailee    | 金俊鉉、Bada、梁耀燮                                                                            | "龍仁大一局制勝"－白承九 "吉音洞日間照顧中心老師"－蔡雅凜 "墨西哥音樂PD"－Christina "安山韓牛學士"－宋漢俊 "慶熙大炸雞少女"－朴子英                                                      | 朴子英 宋漢俊 蔡雅凜                                                             | 宋漢俊                                                             | 如初雪般走向你 （첫 눈처럼 너에게 가겠다） （《孤單又燦爛的神－鬼怪》OST）                                                                    | 159 |
| 7–8 (2017年5月14日) (2017年5月21日)                | 特別舞台 | 特別舞台                                                                                        | 仁順伊 & Ailee | 仁順伊 & Ailee                                                                   | 仁順伊 & Ailee                                                     | It's Raining Men（Original：天氣女孩） | It's Raining Men（Original：天氣女孩） |
| 7–8 (2017年5月14日) (2017年5月21日)                | 特別舞台 | 特別舞台                                                                                        | 仁順伊 & Bada | 仁順伊 & Bada                                                                    | 仁順伊 & Bada                                                      | 父親（아버지） | 父親（아버지） |
| 9–10 (2017年5月28日) (2017年6月4日)                | PSY      | 金範洙、徐章勳、張允瀞、DinDin、Boyfriend（金宗燮&朴賢真）                                      | "光明無敵消費員"－蔡京勳 "富川65歲老奶奶"－金賢淑 "九老洞Michael Jackson"－黃勇言 "釜山特種兵快遞員"－方智煥 "金浦明天翻譯王"－李柱賢                                                    | 李柱賢 蔡京勳 方智煥                                                             | 方智煥                                                             | 演藝人 （연예인） | 169 |
| 9–10 (2017年5月28日) (2017年6月4日)                | IU       | 金俊鉉、Bada、梁耀燮、金伊娜、Oh My Girl                                                        | "城南超市保安經理"－南賢燮 "松島植牙醫生"－鄭成俊 "盆唐小IU"－趙怡賢 "相海洞老式冷麵"－鄭在益 "新大方跆拳道少女"－蔡韓熙                                                                 | 鄭在益 南賢燮 鄭成俊                                                             | 南賢燮                                                             | 你和我 （너랑 나） | 162 |
| 9–10 (2017年5月28日) (2017年6月4日)                | 特別舞台 | 特別舞台                                                                                        | Psy & IU | Psy & IU                                                                         | Psy & IU                                                           | 會怎樣呢（어땠을까） （原唱：Psy ft. 朴正炫）                                                                                                 | 會怎樣呢（어땠을까） （原唱：Psy ft. 朴正炫）                                                                                                 |
| 9–10 (2017年5月28日) (2017年6月4日)                | 特別舞台 | 特別舞台                                                                                        | Psy (第二舞台) | Psy (第二舞台)                                                                   | Psy (第二舞台)                                                     | 冠軍（챔피언） | 冠軍（챔피언） |
| 9–10 (2017年5月28日) (2017年6月4日)                | 特別舞台 | 特別舞台                                                                                        | IU & 李丙雨 | IU & 李丙雨                                                                      | IU & 李丙雨                                                        | 獨自愛（그렇게 사랑은） | 獨自愛（그렇게 사랑은） |
| 9–10 (2017年5月28日) (2017年6月4日)                | 特別舞台 | 特別舞台                                                                                        | Psy (最終舞台) | Psy (最終舞台)                                                                   | Psy (最終舞台)                                                     | 是藝術啊（예술이야） | 是藝術啊（예술이야） |
| 11–12 (2017年6月11日) (2017年6月18日)              | 復活     | 金俊鉉、Bada、梁耀燮、 復活歷代主唱（金鍾西、朴完奎）、率滨 （Laboum）                          | "仁川白碑"－沈泰勳 "釜山Rock 'N' Roll傳統韓藥"－李光浩 "南楊州牶擊美女"－李允友 "晉州魅力男"－裴大泰 "豪華K房老板"－張元民                                                               | 李光浩 李允友 張元民                                                             | 李光浩                                                             | 懷舊 III - 最後演唱會 （회상 III - 마지막 콘서트）                                                                                            | 162 |
| 11–12 (2017年6月11日) (2017年6月18日)              | 金煙雨   | 金範洙、張允瀞、DinDin、金伊娜、"Ballad F4"（李碩薰、李昶旻、燦多、溫流）                       | "海軍陸戰隊娃娃兵"－趙延浩 "瞻星台鋼琴老師"－車恩京 "光州感情好的雙胞貽"－ 申大友、申大根 "益山甜蜜瓜"－白賢智 "便利店偶巴"－文宗民                                                      | 趙延浩 申大友、申大根 文宗民                                                     | 文宗民                                                             | 我曾短暫停留在你身邊 （내가 너의 곁에 잠시 살았다는 걸）                                                                                      | 189 |
| 11–12 (2017年6月11日) (2017年6月18日)              | 特別舞台 | 特別舞台                                                                                        | 金煙雨 & "Ballad F3" （李碩薰除外三人） | 金煙雨 & "Ballad F3" （李碩薰除外三人）                                          | 金煙雨 & "Ballad F3" （李碩薰除外三人）                            | Lucifer （原唱：SHINee） | Lucifer （原唱：SHINee） |
| 11–12 (2017年6月11日) (2017年6月18日)              | 特別舞台 | 特別舞台                                                                                        | 復活 & iKON | 復活 & iKON                                                                      | 復活 & iKON                                                        | 雨和你的故事 （비와 당신의 이야기） | 雨和你的故事 （비와 당신의 이야기） |
| 13–14 (2017年6月25日) (2017年7月2日)               | 雪雲道   | 金俊鉉、Bada、TWICE（Momo、志效、多賢）                                                         | "慶州水果市場金主任"－金景鎮 "浦項韓醫院室長"－李素英 "莞島火熱里長"－金聖真 | "慶州水果市場金主任"－金景鎮 "浦項韓醫院室長"－李素英 "莞島火熱里長"－金聖真     | 金聖真                                                             | 遺失30年 （잃어버린 30년） | 125 |
| 13–14 (2017年6月25日) (2017年7月2日)               | 大聲     | 張允瀞、梁耀燮、iKON (JAY、DK、JU-NE)                                                           | "國樂高二"－金素媛 "洪城主婦摔跤王"－金京雅 "大田夜宵外送"－吳大煥 | "國樂高二"－金素媛 "洪城主婦摔跤王"－金京雅 "大田夜宵外送"－吳大煥               | 金京雅                                                             | 看我，貴順 （날봐, 귀순） | 129 |
| 13–14 (2017年6月25日) (2017年7月2日)               | 洪真英   | 金範洙、 DinDin、金伊娜、TWICE (定延、周子瑜)                                                   | "仁川熱狗賣家"－全泰成 "海雲臺生日派對醫生"－申志元 "地下房快速送貨服務"－許元寧 | "仁川熱狗賣家"－全泰成 "海雲臺生日派對醫生"－申志元 "地下房快速送貨服務"－許元寧 | 許元寧                                                             | Cheer Up （산다는 건） | 102 |
| 13–14 (2017年6月25日) (2017年7月2日)               | 特別舞台 | 特別舞台                                                                                        | 雪雲道 & 洪真英 | 雪雲道 & 洪真英                                                                  | 雪雲道 & 洪真英                                                    | One Summer Night (Be Happy) (Korean version) （原唱：陳秋霞 & 鍾鎮濤）                                                                        | One Summer Night (Be Happy) (Korean version) （原唱：陳秋霞 & 鍾鎮濤）                                                                        |
| 13–14 (2017年6月25日) (2017年7月2日)               | 特別舞台 | 特別舞台                                                                                        | 張允瀞 & 大聲 | 張允瀞 & 大聲                                                                    | 張允瀞 & 大聲                                                      | 壞了的掛鐘 （고장난 벽시계） （原唱：羅勳兒）                                                                                                 | 壞了的掛鐘 （고장난 벽시계） （原唱：羅勳兒）                                                                                                 |
| 15–16 (2017年7月9日) (2017年7月16日)               | 李恩美   | 金範洙、張允瀞、 DinDin、尹日尚、Chen（EXO）、PRISTIN（娜榮、Roa）BLACKPINK (Jisoo、Lisa)       | "新林洞剪刀手"－崔河娜 "安陽媽媽老師"－魏勝熙 "高二感性班長"－ 張藝真 "彌阿里炭火小伙子"－鄭成民 "梨泰院bonjour廚師"－朴吉洙                                                             | 朴吉洙 魏勝熙 張藝真                                                             | 張藝真                                                             | 夜曲 （녹턴） | 159 |
| 15–16 (2017年7月9日) (2017年7月16日)               | Yangpa   | 金俊鉉、Bada、金伊娜、金煥、Mamamoo、SEVENTEEN (淨漢、圓佑)                                     | "水原迷你車少女"－李正善 "廣安里第二代鞋匠"－權多熙 "海雲臺壽司單身漢"－ 張載龍 "汝矣島銀行徐代理"－徐允錫 "Yangpa20年粉絲俱樂部會長"－李率怡                                            | 權多熙 徐允錫 張載龍                                                             | 權多熙                                                             | 愛情... 那是甚麼 （사랑... 그게 뭔데） | 138 |
| 15–16 (2017年7月9日) (2017年7月16日)               | 特別舞台 | 特別舞台                                                                                        | 李恩美 & 李稻利（Forte Di Quattro） | 李恩美 & 李稻利（Forte Di Quattro）                                              | 李恩美 & 李稻利（Forte Di Quattro）                                | 信天翁（알바트로스） | 信天翁（알바트로스） |
| 15–16 (2017年7月9日) (2017年7月16日)               | 特別舞台 | 特別舞台                                                                                        | Yangpa & Mamamoo | Yangpa & Mamamoo                                                                 | Yangpa & Mamamoo                                                   | 放克名流 （原唱：馬克·朗森 ft. 布魯諾·馬爾斯）                                                                                                | 放克名流 （原唱：馬克·朗森 ft. 布魯諾·馬爾斯）                                                                                                |
| 15–16 (2017年7月9日) (2017年7月16日)               | 特別舞台 | 特別舞台                                                                                        | 李恩美 & Chen（EXO） | 李恩美 & Chen（EXO）                                                             | 李恩美 & Chen（EXO）                                               | 我有愛人（애인 있어요） | 我有愛人（애인 있어요） |
| 15–16 (2017年7月9日) (2017年7月16日)               | 特別舞台 | 特別舞台                                                                                        | 李恩美 | 李恩美                                                                           | 李恩美                                                             | Separate Ways （原唱：旅程樂團） | Separate Ways （原唱：旅程樂團） |
| 17–18 (2017年7月23日) (2017年7月30日)              | 朴美靜   | 金俊鉉、Bada、梁耀燮、金伊娜、蔡妍、UP10TION (鎮琥、坤、BITTO、善燏、奎真、曉悟)                | "永登浦馬肌肉"－金昇俊 "楊平民宿清潔組長"－李秀敏 "智異山白熟單身漢"－崔孝東 "忠北陽城郡主播"－姜惠敏 "大學路售票王"－李智英                                                             | 李秀敏 崔孝東 李智英                                                             | 李智英                                                             | 在記憶中遙遠的你 （기억 속의 먼 그대에게） | 169 |
| 17–18 (2017年7月23日) (2017年7月30日)              | 酷龍     | 金範洙、張允瀞、DinDin、嘉熙、 Oh My Girl                                                       | "蠶院小舞蹈老師"－姜慧琳 "釜山歡笑博士"－朴宗赫 "蠶室小美人魚"－黃惠智 "海雲臺銷售員酷龍"－千俊浩 & 南亨俊 "可樂高元會長"－元智英                                                        | 黃惠智 元智英 千俊浩 & 南亨俊                                                    | 黃惠智                                                             | 愛情與靈魂 （사랑과 영혼） | 156 |
| 17–18 (2017年7月23日) (2017年7月30日)              | 特別舞台 | 特別舞台                                                                                        | 朴美靜 & Seulgi、Wendy（Red Velvet） | 朴美靜 & Seulgi、Wendy（Red Velvet）                                             | 朴美靜 & Seulgi、Wendy（Red Velvet）                               | Dream Girls & One Night Only （音樂劇《夢幻女郎》OST）                                                                                        | Dream Girls & One Night Only （音樂劇《夢幻女郎》OST）                                                                                        |
| 17–18 (2017年7月23日) (2017年7月30日)              | 特別舞台 | 特別舞台                                                                                        | 具俊燁 & 酷龍的朋友們（蔡妍、嘉熙） | 具俊燁 & 酷龍的朋友們（蔡妍、嘉熙）                                              | 具俊燁 & 酷龍的朋友們（蔡妍、嘉熙）                                | Everybody／我（난）（原唱：酷龍） 砰砰 （原唱：潔西·J、亞莉安娜·格蘭德、妮琪·米娜） 兩個人（둘이서）（原唱：蔡妍） 初戀（초련）（原唱：酷龍） | Everybody／我（난）（原唱：酷龍） 砰砰 （原唱：潔西·J、亞莉安娜·格蘭德、妮琪·米娜） 兩個人（둘이서）（原唱：蔡妍） 初戀（초련）（原唱：酷龍） |
| 19–20 (2017年8月6日) (2017年8月13日) 星際大戰特輯  | 楊姬銀   | 金範洙、張允瀞、DinDin、金伊娜、朴美善、Oh My Girl（孝定、YooA）                                | 金英浩、黃致列、燦多（B1A4）、JUNE（iKON）、璉靜（宇宙少女） | 黃致列 JUNE 燦多                                                                 | 燦多                                                               | 山峰 （봉우리） | 169 |
| 19–20 (2017年8月6日) (2017年8月13日) 星際大戰特輯  | Gummy    | 金俊鉉、Bada、梁耀燮、尹日尚、Oh My Girl（勝熙、Binnie）                                        | 金俊鉉、孫俊浩、朴騏良、陸星材（BTOB）、Rosé（BLACKPINK） | 孫俊浩 Rosé 陸星材                                                               | 陸星材                                                             | 記憶喪失 （기억상실） | 176 |
| 19–20 (2017年8月6日) (2017年8月13日) 星際大戰特輯  | 特別舞台 | 特別舞台                                                                                        | 楊姬銀 & 旼赫、Peniel、鎰勳（BTOB） | 楊姬銀 & 旼赫、Peniel、鎰勳（BTOB）                                              | 楊姬銀 & 旼赫、Peniel、鎰勳（BTOB）                                | 最近怎樣？We Love You So （요즘 어때？위 러뷰 쏘） （原唱：楊姬銀 & 金班長(Asoto Union)）                                                     | 最近怎樣？We Love You So （요즘 어때？위 러뷰 쏘） （原唱：楊姬銀 & 金班長(Asoto Union)）                                                     |
| 19–20 (2017年8月6日) (2017年8月13日) 星際大戰特輯  | 特別舞台 | 特別舞台                                                                                        | Gummy & Cheetah | Gummy & Cheetah                                                                  | Gummy & Cheetah                                                    | 別再說了（그만 말해） | 別再說了（그만 말해） |
| 21–22 (2017年8月20日) (2017年8月27日) 星際大戰特輯 | Turbo    | 金俊鉉、Bada、梁耀燮、尹日尚、ASTRO（MJ、JIN JIN、車銀優、Rocky）                               | Sleepy & DinDin、朴瑟琪、Jessi、李洪基（FTIsland）、Shannon | Jessi Sleepy & DinDin 李洪基                                                     | 李洪基                                                             | 回想 (December) （회상） (December) | 165 |
| 21–22 (2017年8月20日) (2017年8月27日) 星際大戰特輯 | 張允瀞   | 金範洙、DinDin、金伊娜、Oh My Girl（孝定、Binnie）、ASTRO（文彬、尹產賀）                       | 朴完奎、金榮澈、金智友、Roy Kim 、 勝熙（Oh My Girl） | 朴完奎 Roy Kim 金榮澈                                                            | Roy Kim                                                            | 初戀 （첫사랑） | 169 |
| 21–22 (2017年8月20日) (2017年8月27日) 星際大戰特輯 | 特別舞台 | 特別舞台                                                                                        | 金蓮子 & Bada、全炫茂、張允瀞 | 金蓮子 & Bada、全炫茂、張允瀞                                                    | 金蓮子 & Bada、全炫茂、張允瀞                                      | Amor fati （아모르 파티） | Amor fati （아모르 파티） |
| 21–22 (2017年8月20日) (2017年8月27日) 星際大戰特輯 | 特別舞台 | 特別舞台                                                                                        | 金蓮子 & 張允瀞 | 金蓮子 & 張允瀞                                                                  | 金蓮子 & 張允瀞                                                    | 水銀燈（수은등） | 水銀燈（수은등） |
| 21–22 (2017年8月20日) (2017年8月27日) 星際大戰特輯 | 特別舞台 | 特別舞台                                                                                        | 金鍾國 & 李秀賢（樂童音樂家） | 金鍾國 & 李秀賢（樂童音樂家）                                                    | 金鍾國 & 李秀賢（樂童音樂家）                                      | 中毒（중독） | 中毒（중독） |
| 23–24 (2017年9月3日) (2017年9月10日)               | 白智榮   | 金俊鉉、Bada、朴瑟琪、柳星恩、Weki Meki（池秀娟、磪有情、金度延）                               | "富川清純酒窩"－許恩潔 "釜山蔬菜店王媽媽"－張智恩 "水原銀行護衛"－郭賢民 "大田計程車幼女"－李子賢 "面牧洞忠武小學土狗老師"－朴韓星                                                       | 張智恩 郭賢民 許恩潔                                                             | 張智恩                                                             | 不要忘記 （잊지 말아요） | 163 |
| 23–24 (2017年9月3日) (2017年9月10日)               | 太陽     | 金範洙、張允瀞、DinDin、金伊娜、WINNER（李昇勳、姜昇潤）                                        | "水原扣籃"－金志錫 "慶熙大太陽女友"－成智媛 "法國花漾18歲"－Rulia "釜山太平洋航海師"－朴智勳 "仁川VIP腹肌女王"－黃慧仁                                                                   | 成智媛 Rulia 金志錫                                                              | 金志錫                                                             | Darling | 168 |
| 23–24 (2017年9月3日) (2017年9月10日)               | 特別舞台 | 特別舞台                                                                                        | 韓英愛 & 白智榮 | 韓英愛 & 白智榮                                                                  | 韓英愛 & 白智榮                                                    | 這裡有人嗎？ （누구없소？） | 這裡有人嗎？ （누구없소？） |
| 23–24 (2017年9月3日) (2017年9月10日)               | 特別舞台 | 特別舞台                                                                                        | 太陽 | 太陽                                                                             | 太陽                                                               | Wake Me Up | Wake Me Up |
| 25–26 (2017年9月17日) (2017年9月24日)              | KANGTA   | 金俊鉉、Bada、梁耀燮、金伊娜、朴瑟琪、UP10TION（鎮琥、坤、高潔、善燏）                          | "釜山H.O.T.縫紉機"－趙賢朗 "大邱化妝品店許社長"－許必寧 "慶熙大中提琴女神"－尹寶拉 "梁耀燮堂弟"－金在浩 "金浦準科學老師"－李正媛                                                         | 金在浩 尹寶拉 趙賢朗                                                             | 趙賢朗                                                             | 北極星 （북극성） | 152 |
| 25–26 (2017年9月17日) (2017年9月24日)              | 金朝翰   | 金範洙、張允瀞、DinDin、孫俊浩、UV、Oh My Girl（孝定、勝熙、祉呼、Binnie）                      | "蠶室卡布奇諾紳士"－金勇浩 "小白山韓牛姑娘"－鄭仁智 "仁川SWAG鐵皮箱"－金錫根 "忠北燃燒章魚女"－安惠真 "清州百貨美男"－金東奎                                                             | 安惠真 金錫根 鄭仁智                                                             | 鄭仁智                                                             | 想陷入愛情當中 （사랑에 빠지고 싶다） | 168 |
| 25–26 (2017年9月17日) (2017年9月24日)              | 特別舞台 | 特別舞台                                                                                        | 金朝翰 & UV | 金朝翰 & UV                                                                      | 金朝翰 & UV                                                        | 只有我的朋友 （나만의 친구） （原唱：Solid）                                                                                                  | 只有我的朋友 （나만의 친구） （原唱：Solid）                                                                                                  |
| 25–26 (2017年9月17日) (2017年9月24日)              | 特別舞台 | 特別舞台                                                                                        | KANGTA & Red Velvet（瑟琪、Wendy） | KANGTA & Red Velvet（瑟琪、Wendy）                                               | KANGTA & Red Velvet（瑟琪、Wendy）                                 | 人偶（인형） | 人偶（인형） |
| 25–26 (2017年9月17日) (2017年9月24日)              | 特別舞台 | 特別舞台                                                                                        | 金朝翰 & 趙賢雅（Urban Zakapa） | 金朝翰 & 趙賢雅（Urban Zakapa）                                                  | 金朝翰 & 趙賢雅（Urban Zakapa）                                    | 對不起愛情來晚了 （사랑이 늦어서 미안해） | 對不起愛情來晚了 （사랑이 늦어서 미안해） |
| 27–28 (2017年10月1日) (2017年10月8日) 星際大戰特輯 | 朴玄彬   | 金範洙、張允瀞、DinDin、尹日尚、孫俊浩、朴騏良                                                  | 朴廣賢、許卿煥、李沼律、李起光（Highlight）、Lizzy（After School／橙子焦糖） | Lizzy 朴廣賢 李起光                                                              | 李起光                                                             | 閃亮閃亮 （샤방샤방） | 162 |
| 27–28 (2017年10月1日) (2017年10月8日) 星際大戰特輯 | 輝晟     | 金俊鉉、Bada、梁耀燮、金伊娜、朴瑟琪、張玉安                                                    | Boom、玄朱妮、Niel（TEEN TOP）、Yuju（GFRIEND）、Samuel | 玄朱妮 Niel Yuju                                                                 | Yuju                                                               | 連結婚都想過了 （결혼까지 생각했어） | 168 |
| 27–28 (2017年10月1日) (2017年10月8日) 星際大戰特輯 | 特別舞台 | 特別舞台                                                                                        | 輝晟 & Killagramz | 輝晟 & Killagramz                                                                | 輝晟 & Killagramz                                                  | 愛情真美味 （사랑은 맛있다） | 愛情真美味 （사랑은 맛있다） |
| 29–30 (2017年10月22日) (2017年10月29日)            | Roo'Ra   | 金範洙、張允瀞、DinDin、金伊娜、Narsha（Brown Eyed Girls）、金智淑、Pentagon（珍虎、Hui、洪碩） | "蘆原燃燒的自行車"－崔正花 "大發蚊帳"－李英東 "金泉福祉天使"－全元日 "坡州聰明女快遞"－李賢 "大邸京華女高福童"－宋珠妍                                                                   | 全元日 李賢 宋珠妍                                                               | 李賢                                                               | 3!4! | 164 |
| 29–30 (2017年10月22日) (2017年10月29日)            | 蘇燦輝   | 金俊鉉、Bada、梁耀燮、尹日尚、朴瑟琪、KNK（有真、承俊、因成）                                   | "上水洞調酒韓醫師"－金炳奎 "清州軍樂隊宋兵長"－宋宇錫 "交通大學高音大將"－金鎮 "釜山裁縫店針線聲帶"－崔宇成 "金泉葡萄姑娘"－金美珍                                                       | 金鎮 宋宇錫 金美珍                                                               | 金鎮                                                               | 賢明的選擇 （현명한 선택） | 172 |
| 29–30 (2017年10月22日) (2017年10月29日)            | 特別舞台 | 特別舞台                                                                                        | 2017 BROS（Roo'Ra、DinDin、Pentagon、Sleepy、Narsha、KNK、金智淑） | 2017 BROS（Roo'Ra、DinDin、Pentagon、Sleepy、Narsha、KNK、金智淑）               | 2017 BROS（Roo'Ra、DinDin、Pentagon、Sleepy、Narsha、KNK、金智淑） | Win Win Abracadabra | Win Win Abracadabra |
| 29–30 (2017年10月22日) (2017年10月29日)            | 特別舞台 | 特別舞台                                                                                        | 蘇燦輝 & 朴完奎 | 蘇燦輝 & 朴完奎                                                                  | 蘇燦輝 & 朴完奎                                                    | 只能送走你的我 （보낼 수 밖에 없는 난） 千年之愛 （천년의 사랑）                                                                              | 只能送走你的我 （보낼 수 밖에 없는 난） 千年之愛 （천년의 사랑）                                                                              |
| 31–32 (2017年11月5日) (2017年11月12日)             | Jinusean | 金範洙、張允瀞、DinDin、尹日尚、孫俊浩、Oh My Girl（孝定、勝熙）                                | "新龍山英語老師TOM"－金大率 "南楊州守護天使"－尹率 "蠶室勝利女神"－都正恩 "龍山電子商街作業班長"－薛正根 "永登浦火辣炸雞妹"－崔恩惠                                                      | 尹率 薛正根 崔恩惠                                                               | 崔恩惠                                                             | 告訴我 （말해줘） | 181 |
| 31–32 (2017年11月5日) (2017年11月12日)             | 孝琳     | 金俊鉉、Bada、梁耀燮、金伊娜、朴瑟琪、Oh My Girl（祉呼、Binnie）                                | "牙山大米富翁"－金勇日 "論峴洞爸爸料理王"－崔時英 "新林洞大衛"－朱載宇 "木浦海軍艦隊上等兵"－高鍾范 "音樂著作權協會新進社員"－姜敏秀                                                     | 金勇日 崔時英 朱載宇                                                             | 朱載宇                                                             | 因為從有到無 （있다 없으니까） （原唱：SISTAR19）                                                                                             | 169 |
| 31–32 (2017年11月5日) (2017年11月12日)             | 特別舞台 | 特別舞台                                                                                        | Jinusean & 殷志源（水晶男孩） | Jinusean & 殷志源（水晶男孩）                                                    | Jinusean & 殷志源（水晶男孩）                                      | 哥哥的車 （오빠차） A-Yo | 哥哥的車 （오빠차） A-Yo |
| 31–32 (2017年11月5日) (2017年11月12日)             | 特別舞台 | 特別舞台                                                                                        | 孝琳 & GOT7 | 孝琳 & GOT7                                                                      | 孝琳 & GOT7                                                        | 藍月 （블루문） | 藍月 （블루문） |
| 33 (2017年11月19日) 最終演唱會－Last ticket        | 白智榮   | 金俊鉉、Bada、梁耀燮、金伊娜、UP10TION（鎮琥、坤、高潔、善燏）                                  | 李民勇（） 希澈（Super Junior） 朴真珠 | 李民勇（） 希澈（Super Junior） 朴真珠                                           | 希澈                                                               | 我耳邊的糖果 （내 귀에 캔디） | 183 |
| 33 (2017年11月19日) 最終演唱會－Last ticket        | 白智榮   | 金俊鉉、Bada、梁耀燮、金伊娜、UP10TION（鎮琥、坤、高潔、善燏）                                  | 參考EP23~24 | 參考EP23~24                                                                      | 張智恩                                                             | 不愛了 （사랑 안해） | 183 |
| 33 (2017年11月19日) 最終演唱會－Last ticket        | Ailee    | 金範洙、張允瀞、DinDin、尹日尚、Gu9udan（MIMI、HANA、娜英、慧妍）                               | 金南珠（Apink） 朴宰正 世正（Gu9udan） | 金南珠（Apink） 朴宰正 世正（Gu9udan）                                           | 世正                                                               | If You | 178 |
| 33 (2017年11月19日) 最終演唱會－Last ticket        | Ailee    | 金範洙、張允瀞、DinDin、尹日尚、Gu9udan（MIMI、HANA、娜英、慧妍）                               | 參考EP7~8 | 參考EP7~8                                                                        | 宋漢俊                                                             | Higher | 178 |

### 特輯
| 集數 (播出日期) 參考資料(如有)     | 分部主題     | 季數 | 相關集數 | 歌手或參賽者                                                                               | 歌手或參賽者                                                                               | 演唱歌曲                                                                       | 演唱歌曲                                                                       | 演唱歌曲                                                                       |
| ---------------------------------- | ------------ | ---- | -------- | ------------------------------------------------------------------------------------------ | ------------------------------------------------------------------------------------------ | ------------------------------------------------------------------------------ | ------------------------------------------------------------------------------ | ------------------------------------------------------------------------------ |
| ／ (2017年12月17日) 本集主題：回憶 | 未公開片段   | 2    | 34-36    | 金範洙 & Dynamic Duo                                                                       | 金範洙 & Dynamic Duo                                                                       | Good Love                                                                      | Good Love                                                                      | Good Love                                                                      |
| ／ (2017年12月17日) 本集主題：回憶 | 未公開片段   | 2    | 11-12    | 金煙雨 & 李碩薰                                                                            | 金煙雨 & 李碩薰                                                                            | 離別Taxi（이별택시）                                                           | 離別Taxi（이별택시）                                                           | 離別Taxi（이별택시）                                                           |
| ／ (2017年12月17日) 本集主題：回憶 | 未公開片段   | 2    | 27-28    | 朴玄彬 & Forte di Quattro                                                                  | 朴玄彬 & Forte di Quattro                                                                  | 金光石混曲： 那些日子（그날들） 起來吧（일어나） 以愛為由（사랑이라는 이유로） | 金光石混曲： 那些日子（그날들） 起來吧（일어나） 以愛為由（사랑이라는 이유로） | 金光石混曲： 那些日子（그날들） 起來吧（일어나） 以愛為由（사랑이라는 이유로） |
| ／ (2017年12月17日) 本集主題：回憶 | 1：3對決舞台 | 2    | 2        | 李素羅 & 最終三甲 "朴寶劍好朋友"－趙煥智 "大田雞籠山大力水手"－李民觀 安東市內明星－孫正秀 | 李素羅 & 最終三甲 "朴寶劍好朋友"－趙煥智 "大田雞籠山大力水手"－李民觀 安東市內明星－孫正秀 | 你內心的憂鬱（그대 안의 블루）                                                 | 你內心的憂鬱（그대 안의 블루）                                                 | 你內心的憂鬱（그대 안의 블루）                                                 |
| ／ (2017年12月17日) 本集主題：回憶 | 1：3對決舞台 | 1    | 13       | 金健模 & 最終三甲 "馬山雪莉"－金惠仁 "龍踏洞強勢姐姐"－權度妍 "含堂洞網吧女子"－李秀貞     | 金健模 & 最終三甲 "馬山雪莉"－金惠仁 "龍踏洞強勢姐姐"－權度妍 "含堂洞網吧女子"－李秀貞     | 錯誤的相遇（잘못된 만남）                                                      | 錯誤的相遇（잘못된 만남）                                                      | 錯誤的相遇（잘못된 만남）                                                      |
| ／ (2017年12月17日) 本集主題：回憶 | FD合作舞台   | 2    | 22       | 張允瀞 & Roy Kim                                                                           | 張允瀞 & Roy Kim                                                                           | 初戀（첫사랑）                                                                 | 初戀（첫사랑）                                                                 | 初戀（첫사랑）                                                                 |
| ／ (2017年12月17日) 本集主題：回憶 | FD合作舞台   | 2    | 4        | 朴正炫 & 宋素喜                                                                            | 朴正炫 & 宋素喜                                                                            | 若我離開（나 가거든） （原唱：曹秀美）                                         | 若我離開（나 가거든） （原唱：曹秀美）                                         | 若我離開（나 가거든） （原唱：曹秀美）                                         |
| ／ (2017年12月17日) 本集主題：回憶 | FD合作舞台   | 2    | 9        | Psy & IU                                                                                   | Psy & IU                                                                                   | 會怎樣呢（어땠을까） （原唱：Psy ft. 朴正炫）                                  | 會怎樣呢（어땠을까） （原唱：Psy ft. 朴正炫）                                  | 會怎樣呢（어땠을까） （原唱：Psy ft. 朴正炫）                                  |
| ／ (2017年12月17日) 本集主題：回憶 | FD合作舞台   | 1    | 13       | 楊姬銀 & 樂童音樂家                                                                        | 楊姬銀 & 樂童音樂家                                                                        | 媽媽對女兒（엄마가 딸에게）                                                    | 媽媽對女兒（엄마가 딸에게）                                                    | 媽媽對女兒（엄마가 딸에게）                                                    |
| ／ (2017年12月17日) 本集主題：回憶 | FD決賽舞台   | 1    | 28       | 李文世 & "元一中波斯菊"－金允熙                                                            | 李文世 & "元一中波斯菊"－金允熙                                                            | 只有她的笑聲（그녀의 웃음소리뿐）                                              | 只有她的笑聲（그녀의 웃음소리뿐）                                              | 只有她的笑聲（그녀의 웃음소리뿐）                                              |
| ／ (2017年12月17日) 本集主題：回憶 | FD決賽舞台   | 1    | 10       | 李仙姬 & "明朗18歲藝珍姑娘"－金藝珍                                                        | 李仙姬 & "明朗18歲藝珍姑娘"－金藝珍                                                        | 美麗的江山（아름다운 강산）                                                    | 美麗的江山（아름다운 강산）                                                    | 美麗的江山（아름다운 강산）                                                    |
| ／ (2017年12月17日) 本集主題：回憶 | FD決賽舞台   | 1    | 2        | 太陽 & "大田節奏流氓"－李瑞珍                                                              | 太陽 & "大田節奏流氓"－李瑞珍                                                              | 眼、鼻、口（눈,코,입）                                                         | 眼、鼻、口（눈,코,입）                                                         | 眼、鼻、口（눈,코,입）                                                         |

### 最終演唱會
- 最終優勝組合
- 最佳參賽FD

| 最終演唱會（Final Concert）                  | 最終演唱會（Final Concert） | 最終演唱會（Final Concert）                    | 最終演唱會（Final Concert） | 最終演唱會（Final Concert）                                        | 最終演唱會（Final Concert）                                           | 最終演唱會（Final Concert）                              | 最終演唱會（Final Concert） |
| 集數 (播出日期) 參考資料                     | 出演歌手                    | FD評審團                                       | 出場次序                    | 參賽者                                                             | 演唱歌曲                                                              | 分數                                                     |                             |
| -------------------------------------------- | --------------------------- | ---------------------------------------------- | --------------------------- | ------------------------------------------------------------------ | --------------------------------------------------------------------- | -------------------------------------------------------- | --------------------------- |
| 34 (2017年11月26日) 本集主題：媽媽的夢       | 仁順伊                      | 金俊鉉、張允瀞、梁耀燮、DinDin、尹日尚、孫俊浩 | 1                           | 奉天洞更年期－金允貞                                               | 致女兒 （딸에게） 熱情 （열정）（Feat.DinDin）                        | 不適用                                                   |                             |
| 34 (2017年11月26日) 本集主題：媽媽的夢       | 朴美靜                      | 金俊鉉、張允瀞、梁耀燮、DinDin、尹日尚、孫俊浩 | 2                           | 大學路售票王－李智英                                               | 夏娃的警告 （이브의 경고）                                            | 不適用                                                   |                             |
| 34 (2017年11月26日) 本集主題：媽媽的夢       | 白智榮                      | 金俊鉉、張允瀞、梁耀燮、DinDin、尹日尚、孫俊浩 | 3                           | 釜山蔬菜店王媽媽－張智恩                                           | 那個女人 （그 여자）                                                  | 不適用                                                   |                             |
| 34 (2017年11月26日) 本集主題：媽媽的夢       | 不適用                      | 金俊鉉、張允瀞、梁耀燮、DinDin、尹日尚、孫俊浩 | 特別舞台                    |                                                                    |                                                                       |                                                          |                             |
| 34 (2017年11月26日) 本集主題：媽媽的夢       | 不適用                      | 金俊鉉、張允瀞、梁耀燮、DinDin、尹日尚、孫俊浩 | 特別舞台                    | 奉天洞更年期－金允貞 大學路售票王－李智英 釜山蔬菜店王媽媽－張智恩 | 朋友啊 （친구여）                                                     | 朋友啊 （친구여）                                        |                             |
| 34 (2017年11月26日) 本集主題：媽媽的夢       | 不適用                      | 金俊鉉、張允瀞、梁耀燮、DinDin、尹日尚、孫俊浩 | 特別舞台                    | PSY & 40位FD參賽者                                                 | 是藝術啊 （예술이야）                                                 | 是藝術啊 （예술이야）                                    |                             |
| 35 (2017年12月3日) 本集主題：青春時代        | 蘇燦輝                      | 金俊鉉、張允瀞、梁耀燮、DinDin、尹日尚、孫俊浩 | 1                           | 交通大學高音大將－金鎮                                             | Tears (feat.She's Gone) （原唱：Steelheart）                          | 不適用                                                   |                             |
| 35 (2017年12月3日) 本集主題：青春時代        | Jinusean                    | 金俊鉉、張允瀞、梁耀燮、DinDin、尹日尚、孫俊浩 | 2                           | 永登浦火熱炸雞妹－崔恩惠                                           | 再告訴我一次 （한 번 더 말해줘） (feat.HOT STUFF) （原唱：唐娜·桑默） | 不適用                                                   |                             |
| 35 (2017年12月3日) 本集主題：青春時代        | 金範洙                      | 金俊鉉、張允瀞、梁耀燮、DinDin、尹日尚、孫俊浩 | 3                           | 江陵生啤酒女－權雅英                                               | 約定 （약속）                                                         | 不適用                                                   |                             |
| 35 (2017年12月3日) 本集主題：青春時代        | 不適用                      | 金俊鉉、張允瀞、梁耀燮、DinDin、尹日尚、孫俊浩 | 特別舞台                    |                                                                    |                                                                       |                                                          |                             |
| 35 (2017年12月3日) 本集主題：青春時代        | 不適用                      | 金俊鉉、張允瀞、梁耀燮、DinDin、尹日尚、孫俊浩 | 特別舞台                    | 白智榮 & 金俊鉉                                                    | 我耳邊的糖果（내 귀에 캔디）                                          | 我耳邊的糖果（내 귀에 캔디）                             |                             |
| 35 (2017年12月3日) 本集主題：青春時代        | 不適用                      | 金俊鉉、張允瀞、梁耀燮、DinDin、尹日尚、孫俊浩 | 特別舞台                    | 永登浦火熱炸雞妹－崔恩惠 江陵生啤酒女－權雅英                      | Listen （原唱：碧昂絲）                                               | Listen （原唱：碧昂絲）                                  |                             |
| 35 (2017年12月3日) 本集主題：青春時代        | 不適用                      | 金俊鉉、張允瀞、梁耀燮、DinDin、尹日尚、孫俊浩 | 特別舞台                    | 仁順伊                                                             | 愛情是一隻自由的鳥兒（Habanera） （歌劇《卡門》OST）                  | 愛情是一隻自由的鳥兒（Habanera） （歌劇《卡門》OST）     |                             |
| 35 (2017年12月3日) 本集主題：青春時代        | 不適用                      | 金俊鉉、張允瀞、梁耀燮、DinDin、尹日尚、孫俊浩 | 特別舞台                    | 李恩美                                                             | Send In the Clowns （音樂劇《小夜曲》OST）                            | Send In the Clowns （音樂劇《小夜曲》OST）               |                             |
| 36 (2017年12月10日) 本集主題：我們喜愛的歌手 | 李恩美                      | 金俊鉉、張允瀞、梁耀燮、DinDin、尹日尚、孫俊浩 | 1                           | 高二感性班長－張藝真                                               | 世上最巨大的俾格米人 （세상에서 가장 큰 피그미）                      | 不適用                                                   |                             |
| 36 (2017年12月10日) 本集主題：我們喜愛的歌手 | PSY                         | 金俊鉉、張允瀞、梁耀燮、DinDin、尹日尚、孫俊浩 | 2                           | 釜山特種兵快遞員－方智煥                                           | 喇叭褲子 （나팔바지）                                                 | 不適用                                                   |                             |
| 36 (2017年12月10日) 本集主題：我們喜愛的歌手 | 李文世                      | 金俊鉉、張允瀞、梁耀燮、DinDin、尹日尚、孫俊浩 | 3                           | 天安浪漫吉他－黃周明                                               | 光化門戀歌 （광화문 연가）                                            | 不適用                                                   |                             |
| 36 (2017年12月10日) 本集主題：我們喜愛的歌手 | 不適用                      | 金俊鉉、張允瀞、梁耀燮、DinDin、尹日尚、孫俊浩 | 特別舞台                    |                                                                    |                                                                       |                                                          |                             |
| 36 (2017年12月10日) 本集主題：我們喜愛的歌手 | 不適用                      | 金俊鉉、張允瀞、梁耀燮、DinDin、尹日尚、孫俊浩 | 特別舞台                    | 釜山特種兵快遞員－方智煥                                           | 樂園（낙원） （原唱：Psy ft.李在勳）                                  | 樂園（낙원） （原唱：Psy ft.李在勳）                     |                             |
| 36 (2017年12月10日) 本集主題：我們喜愛的歌手 | 不適用                      | 金俊鉉、張允瀞、梁耀燮、DinDin、尹日尚、孫俊浩 | 特別舞台                    | 天安浪漫吉他－黃周明                                               | 少女（소녀） （原唱：李文世）                                         | 少女（소녀） （原唱：李文世）                            |                             |
| 36 (2017年12月10日) 本集主題：我們喜愛的歌手 | 不適用                      | 金俊鉉、張允瀞、梁耀燮、DinDin、尹日尚、孫俊浩 | 特別舞台                    | 高二感性班長－張藝真                                               | 在分手中（헤어지는 중입니다） （原唱：李恩美）                        | 在分手中（헤어지는 중입니다） （原唱：李恩美）           |                             |
| 36 (2017年12月10日) 本集主題：我們喜愛的歌手 | 不適用                      | 金俊鉉、張允瀞、梁耀燮、DinDin、尹日尚、孫俊浩 | 特別舞台                    | Jinusean & Zion.T                                                  | GASOLINE 帥氣的紳士（멋쟁이 신사） 電話號碼 （전화번호）              | GASOLINE 帥氣的紳士（멋쟁이 신사） 電話號碼 （전화번호） |                             |

### 備註
1. ↑  第一季EP.19~20，盧士燕選出之最終FD。
2. ↑  由李素羅於EP1~2選出之三甲參賽者之一。
3. ↑  特別影像出演：金誠秀（朝鲜语：김성수 (가수)）（Cool）。
4. ↑  特別影像出演：iKON (Bobby、B.I)、WINNER、Suho (EXO)、姜河那。
5. ↑  除了特別舞台，本次演出之主唱均由前任主唱朴完奎（朝鲜语：박완규 (가수)）擔任。
6. ↑  原唱者為復活（朝鲜语：부활 (밴드)）第二代主唱李承哲（朝鲜语：이승철）。
7. ↑  金煙雨仍擔任柳熙烈創立的團體Toy（朝鲜语：토이 (대한민국의 음악 그룹)）主唱時之出道曲。
8. ↑  此兩集不設最佳五甲。
9. ↑  JinE除外。
10. ↑  特別影像出演：UP10TION、Mamamoo、朴珍榮（GOT7）、朴寶藍、朴宰正
11. 1 2 3  此兩集之合唱者不會參加FD最終演唱會。
12. ↑  此舞台並無在正規放送中播出，只於8月15日公開音源。
13. ↑  特別影像出演，EP.21：孫賢周、南鎮（朝鲜语：남진）、大聲（BIGBANG）、金光奎、車智妍、Kei（Lovelyz）、金興國（朝鲜语：김흥국）；EP.22：Snuper、KNK、EXO、Red Velvet、全昭旻、Cultwo（朝鲜语：컬투）、LABOUM
14. ↑  特別影像出演，EP.25：Raymon Kim（朝鲜语：레이먼 킴）；EP.26：文熙俊、安勝浩、李在元
15. ↑  特別影像出演，EP.27：玄淑（朝鲜语：현숙）、Red Velvet（瑟琪、Wendy）、李允智、金所賢（朝鲜语：김소현 (1975년)）；EP.28：K.Will、Muzie（UV（朝鲜语：UV (음악 그룹)））、曹世鎬、朴正炫、金朝翰（朝鲜语：김조한）
16. ↑  本集將播放本季及上季之精華片段。

## 優勝者列表
| 歷代 | 集數  | 歌手     | 合唱者                     | 分數 （總分：200） |
| ---- | ----- | -------- | -------------------------- | ------------------ |
| 1    | 1–2   | 李文世   | 天安浪漫吉他－黃周明       | 182                |
| 2    | 3–4   | 金範洙   | 江陵生啤酒女－權雅英       | 156                |
| 3    | 5–6   | 李在勳   | 陝川牛腿骨－朴民善         | 175                |
| 4    | 7–8   | 仁順伊   | 奉天洞更年期－金允貞       | 175                |
| 5    | 9–10  | PSY      | 釜山特種兵快遞員－方智煥   | 169                |
| 6    | 11–12 | 金煙雨   | 便利店偶巴－文宗民         | 189                |
| 7    | 13–14 | 大聲     | 洪城主婦摔跤王－金京雅     | 129                |
| 8    | 15–16 | 李恩美   | 高二感性班長－張藝真       | 159                |
| 9    | 17–18 | 朴美靜   | 大學路售票王－李智英       | 169                |
| 10   | 19–20 | Gummy    | 龍仁釣魚男－陸星材         | 176                |
| 11   | 21–22 | 張允瀞   | 醉中吉他－Roy Kim          | 169                |
| 12   | 23–24 | 太陽     | 水原扣籃－金志錫           | 168                |
| 13   | 25–26 | 金朝翰   | 小白山韓牛姑娘－鄭仁智     | 168                |
| 14   | 27–28 | 輝晟     | 一山花樣滑冰妖精－Yuju     | 168                |
| 15   | 29–30 | 蘇燦輝   | 交通大學高音大將－金鎮     | 172                |
| 16   | 31–32 | Jinusean | 永登浦火熱炸雞妹－崔恩惠   | 181                |
| 17   | 33    | 白智榮   | 橫城韓牛宇宙大明星－金希澈 | 183                |
| 17   | 33    | 白智榮   | 釜山蔬菜店王媽媽－張智恩   | 183                |

## 收視率
紅色表示為開播後最高收視率，藍色則表示為最低收視率。
| 集數 | 播放日期       | TNmS 收視率  | TNmS 收視率  | AGB 收視率   | AGB 收視率   |
| 集數 | 播放日期       | 一部（全國） | 二部（全國） | 一部（全國） | 二部（全國） |
| ---- | -------------- | ------------ | ------------ | ------------ | ------------ |
| 1    | 2017年3月26日  | 4.5%         | 7.1%         | 4.7%         | 8.5%         |
| 2    | 2017年4月2日   | 3.9%         | 7.0%         | 3.9%         | 7.6%         |
| 3    | 2017年4月9日   | 4.5%         | 6.4%         | 4.4%         | 7.3%         |
| 4    | 2017年4月16日  | 4.5%         | 6.6%         | 3.7%         | 6.4%         |
| 5    | 2017年4月30日  | 3.4%         | 5.4%         | 3.0%         | 5.2%         |
| 6    | 2017年5月7日   | 2.9%         | 4.0%         | 3.5%         | 5.6%         |
| 7    | 2017年5月14日  | 5.9%         | 8.2%         | 5.5%         | 8.1%         |
| 8    | 2017年5月21日  | 4.3%         | 5.6%         | 4.0%         | 6.2%         |
| 9    | 2017年5月28日  | 6.4%         | 8.3%         | 6.6%         | 8.5%         |
| 10   | 2017年6月4日   | 5.7%         | 7.3%         | 6.0%         | 7.7%         |
| 11   | 2017年6月11日  | 4.8%         | 6.1%         | 5.2%         | 7.0%         |
| 12   | 2017年6月18日  | 5.1%         | 7.1%         | 5.7%         | 6.8%         |
| 13   | 2017年6月25日  | 5.4%         | 6.3%         | 5.9%         | 7.7%         |
| 14   | 2017年7月2日   | 5.5%         | 7.9%         | 5.9%         | 9.0%         |
| 15   | 2017年7月9日   | 5.1%         | 7.4%         | 5.1%         | 7.9%         |
| 16   | 2017年7月16日  | 4.6%         | 6.4%         | 4.6%         | 6.1%         |
| 17   | 2017年7月23日  | 6.2%         | 7.6%         | 6.4%         | 7.6%         |
| 18   | 2017年7月30日  | 5.6%         | 7.1%         | 5.0%         | 6.8%         |
| 19   | 2017年8月6日   | 4.5%         | 6.4%         | 5.2%         | 7.2%         |
| 20   | 2017年8月13日  | 4.7%         | 7.4%         | 5.3%         | 7.4%         |
| 21   | 2017年8月20日  | 5.8%         | 8.9%         | 5.9%         | 9.3%         |
| 22   | 2017年8月27日  | 5.2%         | 7.5%         | 5.6%         | 8.4%         |
| 23   | 2017年9月3日   | 5.8%         | 7.9%         | 6.7%         | 8.6%         |
| 24   | 2017年9月10日  | 7.0%         | 9.3%         | 7.9%         | 11.0%        |
| 25   | 2017年9月17日  | 6.2%         | 7.0%         | 6.3%         | 8.3%         |
| 26   | 2017年9月24日  | 6.9%         | 7.4%         | 6.5%         | 8.2%         |
| 27   | 2017年10月1日  | 5.9%         | 7.7%         | 6.8%         | 8.9%         |
| 28   | 2017年10月8日  | 4.9%         | 5.9%         | 5.2%         | 7.4%         |
| 29   | 2017年10月22日 | 6.2%         | 8.7%         | 5.6%         | 8.4%         |
| 30   | 2017年10月29日 | 6.7%         | 8.1%         | 6.8%         | 9.1%         |
| 31   | 2017年11月5日  | 5.6%         | 7.2%         | 5.2%         | 7.2%         |
| 32   | 2017年11月12日 | 5.7%         | 8.7%         | 5.8%         | 8.6%         |
| 33   | 2017年11月19日 | 6.6%         | 8.2%         | 7.7%         | 10.0%        |
| 34   | 2017年11月26日 | 8.1%         | 12.2%        | 8.8%         | 12.5%        |
| 35   | 2017年12月3日  | 7.9%         | 10.9%        | 8.4%         | 12.4%        |
| 36   | 2017年12月10日 | 7.3%         | 12.6%        | 8.2%         | 12.5%        |
| SP   | 2017年12月17日 | 5.8%         | 10.5%        | 6.2%         | 10.7%        |

## 外部連結
- 第二季官方網站
- Everysing（页面存档备份，存于）（英文）